# Antoniuskerk (Wipperfürth)

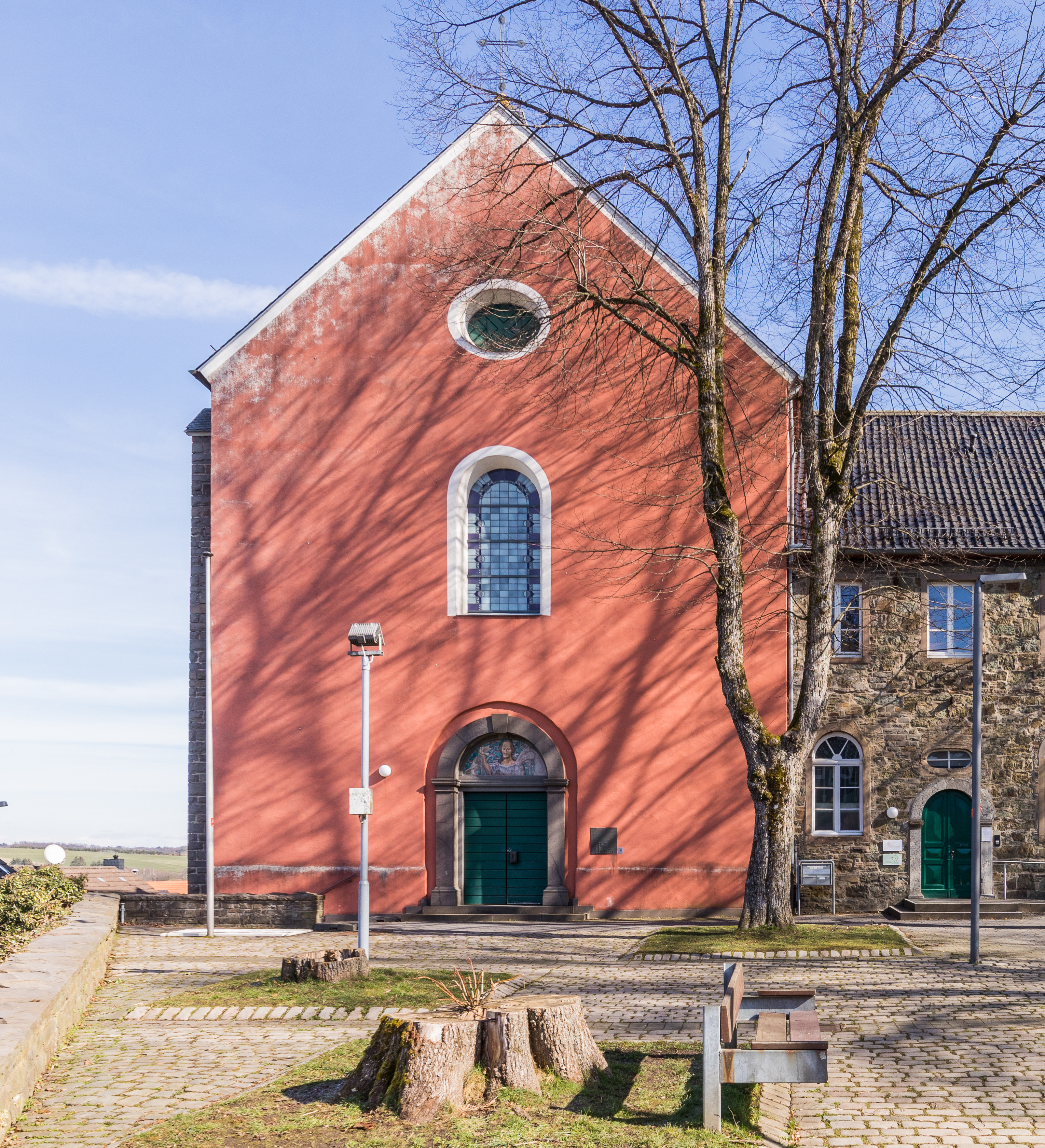
Kerk van het voormalig St-Antoniusklooster

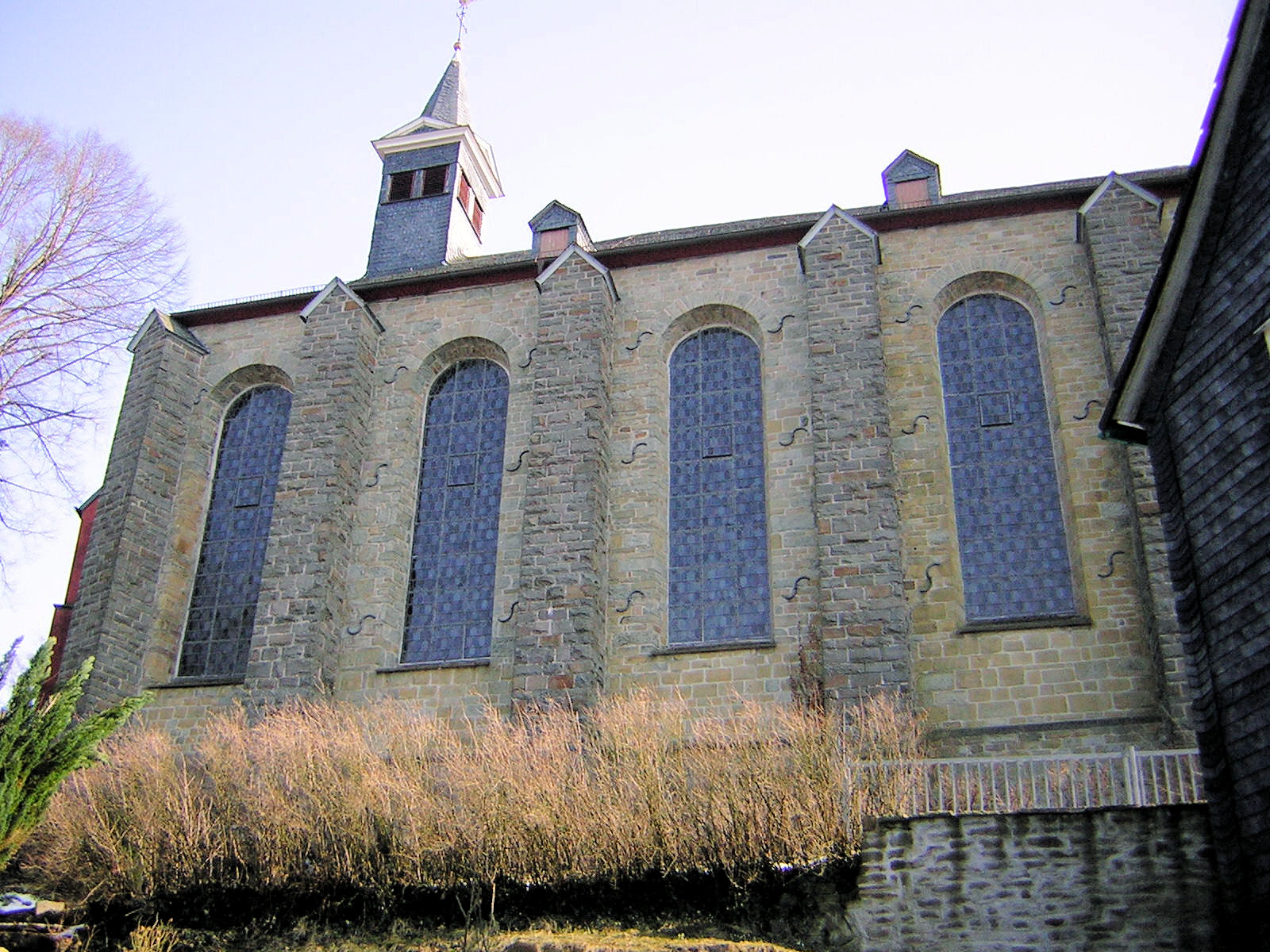
Noordaanzicht

De Antoniuskerk op de Klosterberg is een voormalige franciscanerkerk op het hoogste punt van Wipperfürth op de locatie van de voormalige middeleeuwse Krakenburg. Zij is aan de Heilige Antonius van Padua gewijd en behoorde tot 1818 bij het franciskanerklooster van Wipperfürth.